# Ваткін Юрій Анатолійович
Ваткін Юрій Анатолійович (6 червня 1975, Дніпропетровськ) — український художник-імпресіоніст, майстер абстракції та кольору.

## Біографія
Юрій Ваткін народився в 1975 році в Дніпропетровську. У 1977 році його родина переїхала до Харкова. У 1989—1991 роках Юрій брав приватні уроки у харківського графіка та педагога Олександра Брагіна. У 16 років став студентом Харківського художньо-промислового інституту, де 3 курси з 1991 по 1994 рік навчався на факультеті «Промисловий дизайн».
З 19 років, після навчання в інституті, Юрій почав займатися бізнесом у сфері сільського господарства та надовго забув про мистецтво. Роками не торкаючись пензля, він став керівником великого агропідприємства. Але у 2008 році він знов зустрівся зі своїм учителем Олександром Брагіним, який нагадав про талант Юрія та надихнув його на відновлення творчого шляху.
У 2008 році приєднався до Харківської організації Національної Спілки художників України. У 2010 році Юрій провів персональну виставку в Харківському художньому музеї, де були представлені роботи, створені менш ніж за рік творчості — з цього почався його шлях у професійного художника. У період з 2010 по 2022 рік Ваткін провів 7 персональних виставок в Україні, Чехії та Великій Британії, а також взяв участь у 3 колективних проєктах в Україні.
До 2022 року Юрій з сім’єю жив у рідному селі Черкаські Тишки під Харковом. У цей час він активно допомагав Харківському художньому музею та Театру ляльок, а також підтримував будівництво церкви у селі.
З 24 лютого 2022 року, на початку Російського вторгнення в Україну, Юрій Ваткін із сином перебували в Черкаських Тишках в окупації. На 20-й день вулиця Юрія буда атакована касетними снарядами. Одна касета влетіла в дах будинку художника, де він зберігав свої картини: уламки прошили більшість картин і будинок загалом. Юрію разом з сином вдалось виїхати з села через 72 дні. За період окупації та після неї художник створив декілька картин, які увійшли в серію «Війна».

## Творчість
Інтерес до мистецтва проявився у художника в юності, що призвело до створення цілого ряду дитячих малюнків. Після зустрічі з Брагіним у 2008 році Юрій знаходився в пошуках власної манери письма. Півтора року реалістичних робіт змінилися на експресивні пейзажі-настрої, пейзажі-композиції. Фактичний ландшафт у картинах Юрія став другорядним, поступаючись місцем кольору та емоційному переживанню природи. Ідейно Юрій Ваткін близький до французьких імпресіоністів та німецьких експресіоністів, хоча сам ніколи не був схильний до будь-якої школи. За кілька років митець повністю перейшов від реалізму до вільної творчості та абстракціонізму.
З того часу кожна картина передає конкретний емоційний стан Ваткіна у момент її створення. Художник працює з темою занурення у власну підсвідомість, а у своїх роботах намагається розкрити несвідомі почуття та думки. Картини Юрія яскраві, насичені фарбами та лініями. Щоб передати емоції через картину, він використовує візуально об’ємні мазки.

## Основні серії
За своє творче життя художник презентує більше 20 основних творчих серій. Для кожної з них характерна певна тематика та відповідні атрибути, підкріплені емоціями, спогадами та особистим досвідом митця.
У серії «Підсвідоме» художник досліджує сприйняття емоцій завдяки роботі з абстрактними формами. Серія «Дотик сезону» присвячена дослідженню почуттів та емоцій, які виникають у певну пору року. «Бетонні джунглі» — це моменти з життя міста, спонтанно зафіксовані художником. «Природній бріз» — серія пейзажів, які зображують природу та міста в різні пори року. Серія «Війна» презентує картини, створені художником під час та після тимчасової російської окупації. «Металеві форми» розкриває тему боротьби живого з неживим, поєднуючі для цього акриловий живопис та металеву скульптуру. Наприкінці 2022 року митець працює над новою серією картин.

## Виставки

#### Персональні виставки[1]
- 2018 — проєкт «Колір ІІ», галерея VOVATANYA, Харків, Україна
- 2017 — проєкт «ARTSTAQ Exchange», Прага, Чехія
- 2016 — проєкт «ARTSTAQ Exchange», Лондон, Велика Британія
- 2014 — проєкт «Ботаніка», ART Kyiv Contemporary, Мистецький Арсенал, Київ, Україна
- 2013 — проєкт «Крізь запах ІІ», Муніципальна галерея, Харків, Україна
- 2012 — проєкт «Колір та емоції», галерея VOVATANYA, Харків, Україна
- 2010 — персональна виставка, Харківський художній музей, Харків, Україна

#### Колективні проєкти[1]
- 2011 — колективний проєкт «На землі», ART Kyiv Contemporary, Мистецький Арсенал, Київ, Україна
- 2010 — колективний проєкт «На землі», ART Kyiv Contemporary, Мистецький Арсенал, Київ, Україна
- 2009 — колективний проєкт Союз художників, Харків, Україна

## Галерея
Картини Юрія Ваткіна зберігаються в Харківському художньому музеї та в приватних колекціях України, Польщі, Німеччині, США, Мексики, Франції, Ізраїля та інших країнах.